# Friedrich Benfer
Friedrich Benfer (Napoli, 28 agosto 1905 – Milano, 30 gennaio 1996) è stato un attore tedesco.

## Biografia
Nato in Italia da famiglia tedesca, si trasferì a Berlino per completare gli studi. Nel 1927 fece la sua prima apparizione cinematografica e l'anno seguente, sul set di Die Carmen von St. Pauli conobbe l'attrice protagonista del film, l'austriaca Jenny Jugo, che nel secondo dopoguerra divenne sua moglie. Nel 1930 la sua carriera al cinema si interruppe provvisoriamente poiché venne ingaggiato sui palcoscenici del Deutsches Künstlertheater di Berlino. Le occasioni di lavoro, però, scarseggiavano e così egli riprese la carriera sul grande schermo.

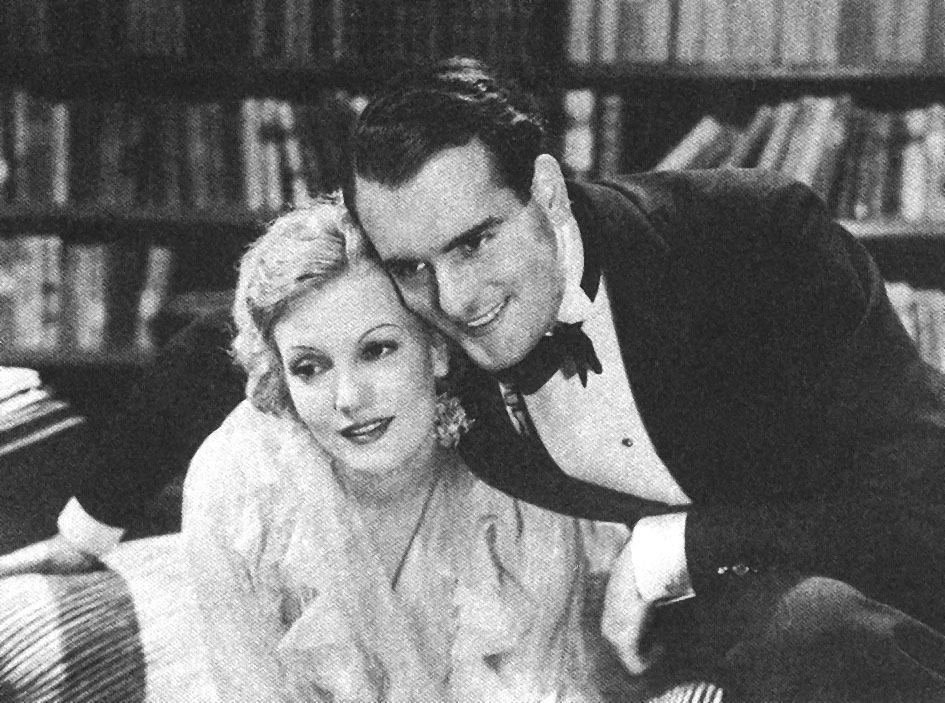
Federico Benfer con Isa Miranda

I ruoli più importanti li recita a fianco della Jugo, come nel 1936 in La giovinezza di una grande imperatrice (Mädchenjahre einer Königin) di Erich Engel, dove aveva il ruolo del principe Alberto di Sassonia-Coburgo-Gotha. Il suo ultimo film interpretato in Germania fu nel 1940, Cuor di regina (Das Herz der Königin) di Carl Froelich. Si recò a Roma per lavorare in una serie di film con il nome italianizzato di Federico o Enrico Benfer, e in almeno tre ruoli ottiene una certa popolarità: quello del figlio debole e insicuro di un uomo maturo in preda alla passione per una ragazza in La signora di tutti del 1934 di Max Ophüls; il nobile Alessandro Strozzi, affascinante ma infelice in Lucrezia Borgia del 1940, di Hans Hinrich; e infine, l'affascinante vicino di casa vanitoso e presuntuoso, corteggiatore della bella moglie di un tenore, ma sorvegliato continuamente dalla madre in Mamma del 1941, di Guido Brignone.
Dopo aver terminato la sua carriera di attore, nel 1942 trovò un impiego come addetto al settore viveri del Ministero dell'Aria del Reich. Dopo il 24 ottobre 1944, giorno del fallito attentato a Hitler, si arruolò nella Wehrmacht. 
Nel 1950 sposò finalmente la Jugo, nel frattempo diventata paraplegica, e visse con lei in una fattoria di Bad Heilbrunn, nell'Alta Baviera. Diresse inoltre la sua azienda di prodotti chimici, la Benfer Chimica a Bazzano.
Morì a Milano nel 1996.

## Filmografia

### Attore
- Ich war zu Heidelberg Student (Ero uno studente a Heidelberg), regia di Wolfgang Neff (1927)
- Die Carmen von St. Pauli (La Carmen di St. Pauli), regia di Erich Waschneck (1928)
- Die Schmugglerbraut von Mallorca (La sposa contrabbandiera di Majorca), regia di Hans Behrendt (1929)
- Die Flucht vor der Liebe (La fuga dall'amore), regia di Hans Behrendt (1929)
- Der Bund der Drei (La compagnia dei tre), regia di Hans Behrendt (1929)
- Mon béguin, regia di Hans Behrendt (1931)
- Il mio amico milionario (Mein Freund, der Millionär), regia di Hans Behrendt (1932)
- Drei blaue Jungs, ein blondes Mädel (Tre ragazzi blu, una ragazza bionda), regia di Carl Boese (1933)
- Stasera da me (...heute abend bei mir), regia di Carl Boese (1933)
- La signora di tutti (Eine Diva für alle), regia di Max Ophüls (1934)
- Herz ist Trumpf (Il mio cuore è in briciole), regia di Carl Boese (1934)
- Pechmarie, regia di Erich Engel (1934)
- L'ultimo arrivato (Der Außenseiter), regia di Hans Deppe (1935)
- Kleine Mutti, regia di Henry Koster (1935)
- Una notte di Napoleone (Die Nacht mit dem Kaiser), regia di Erich Engel (1936)
- La giovinezza di una grande imperatrice (Mädchenjahre einer Königin), regia di Erich Engel (1936)
- Una notte di rivoluzione (Revolutionshochzeit), regia di Heinz Zerlett (1937)
- Schneider Wibbel, regia di Viktor de Kowa (1939)
- La cortigiana di Siviglia (Andalusische Nächte), regia di Herbert Maisch (1938)
- Cuor di regina (Das Herz der Königin), regia di Carl Froelich (1940)
- Lucrezia Borgia, regia di Hans Hinrich (1940)
- Mamma, regia di Guido Brignone (1941)
- Confessione, regia di Flavio Calzavara (1941)
- Turbine, regia di Camillo Mastrocinque (1941)
- Oro nero, regia di Enrico Guazzoni (1942)